# Les Gobelins metróállomás
A Les Gobelins egy metróállomás Franciaországban, Párizsban a párizsi metró 7-es metróvonalán. Tulajdonosa és üzemeltetője a RATP.

## Nevezetességek a közelben
A Gobelins Manufaktúra (franciául: Manufacture des Gobelins) történelmi kárpitgyár Párizsban, Franciaországban. A XII. kerületben található, a Gobelins sugárút 42. szám alatt, közel a Les Gobelins metróállomáshoz. Eredetileg a Gobelin család középkori festőműhelyeként alakult meg ezen a helyen.

## Metróvonalak
Az állomást az alábbi metróvonalak érintik:
- 7-es metróvonal

## Kapcsolódó állomások
A metróállomáshoz az alábbi állomások vannak a legközelebb:
- Place d’Italie (Villejuif – Louis Aragon, Mairie d’Ivry, 7-es metróvonal)
- Censier – Daubenton (La Courneuve – 8 Mai 1945, 7-es metróvonal)

## Kijáratok

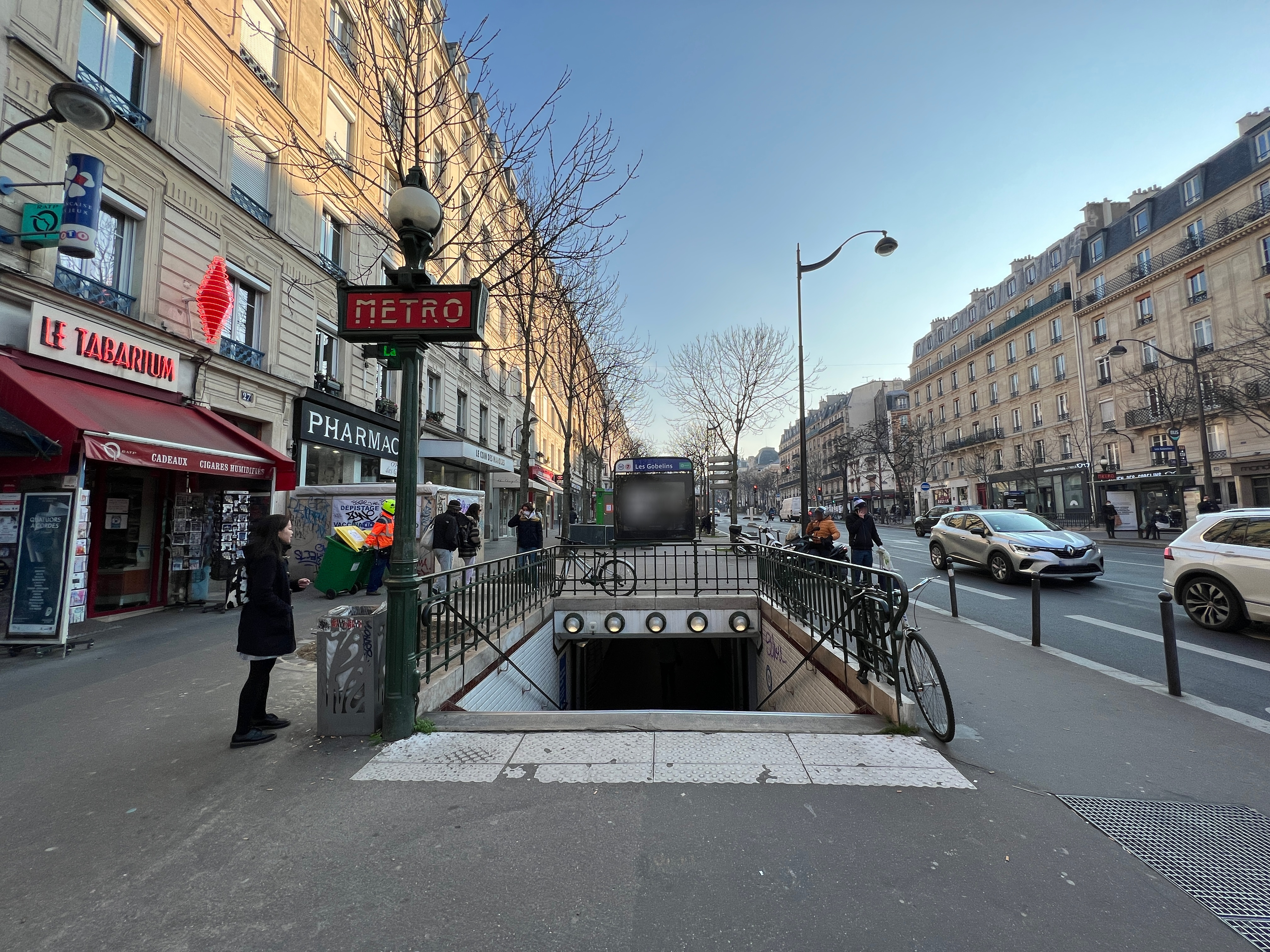
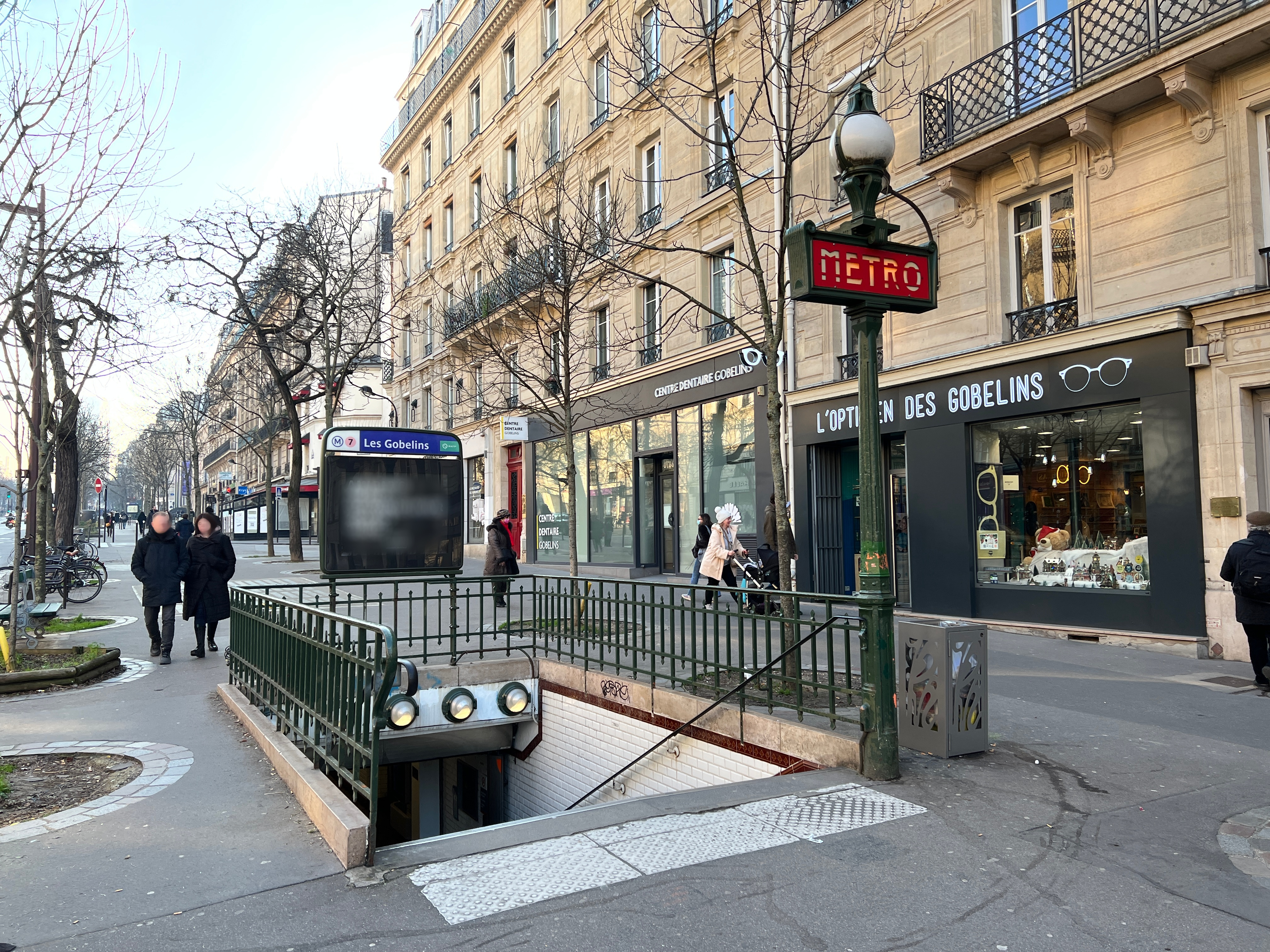
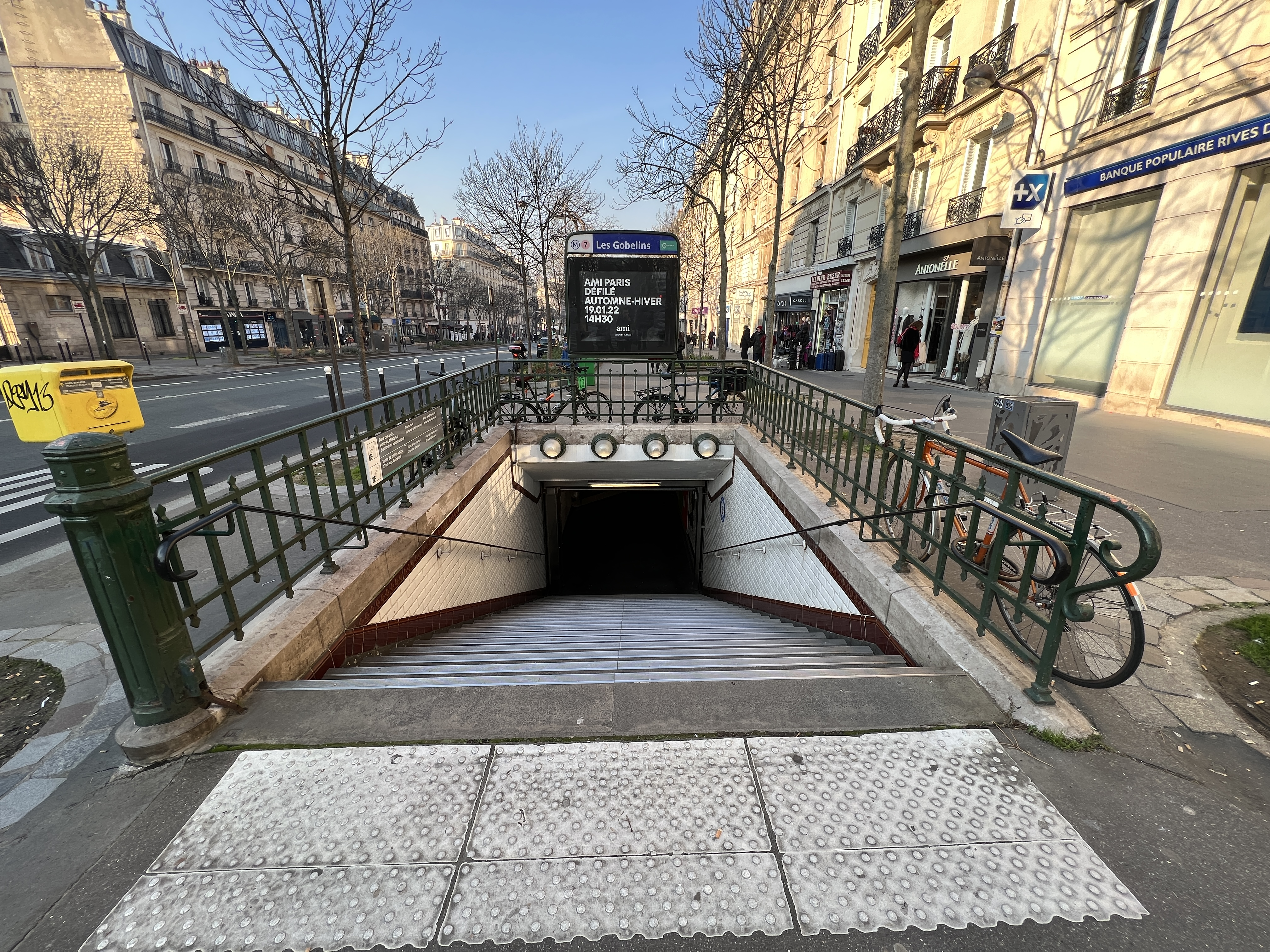
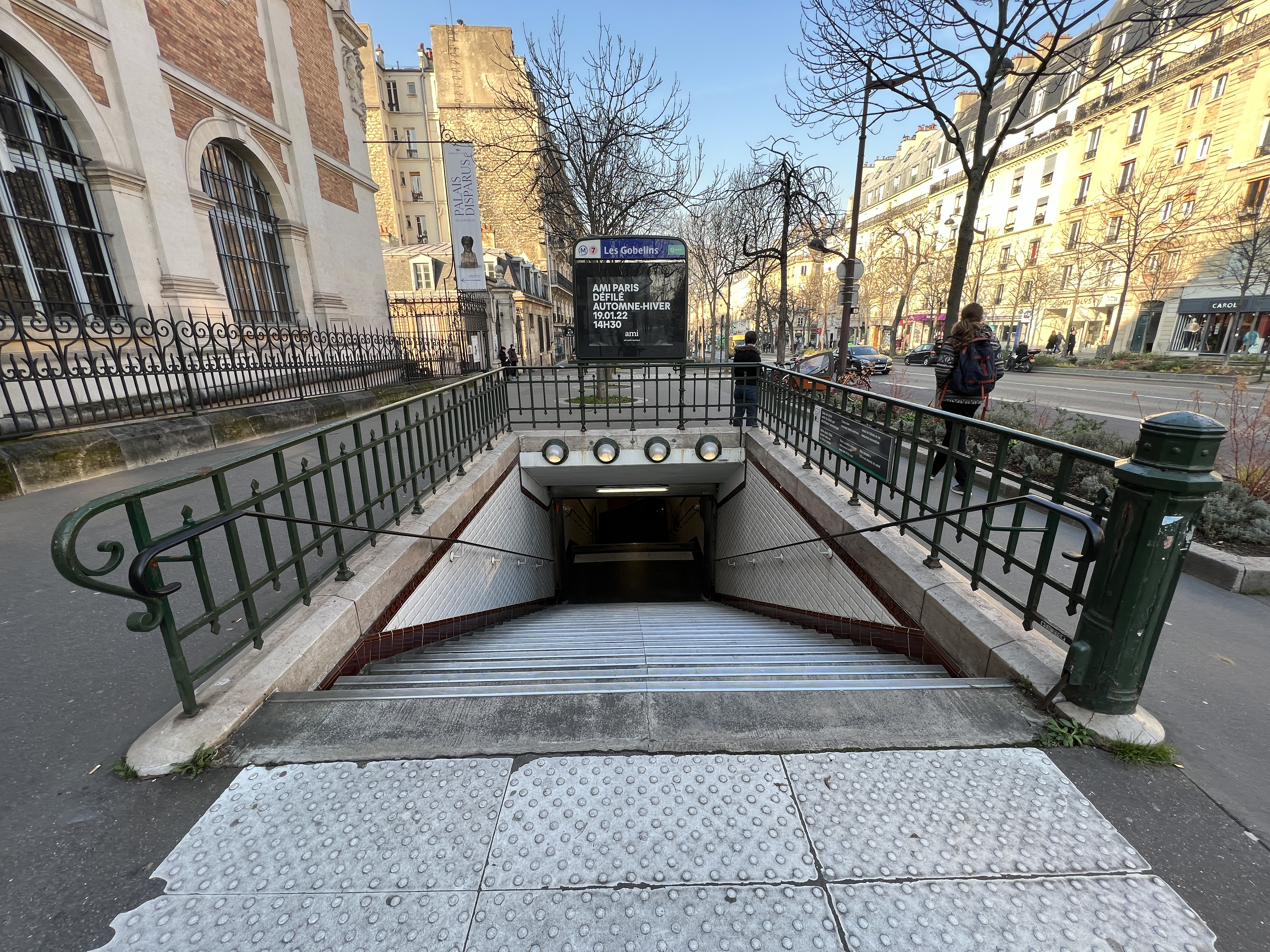
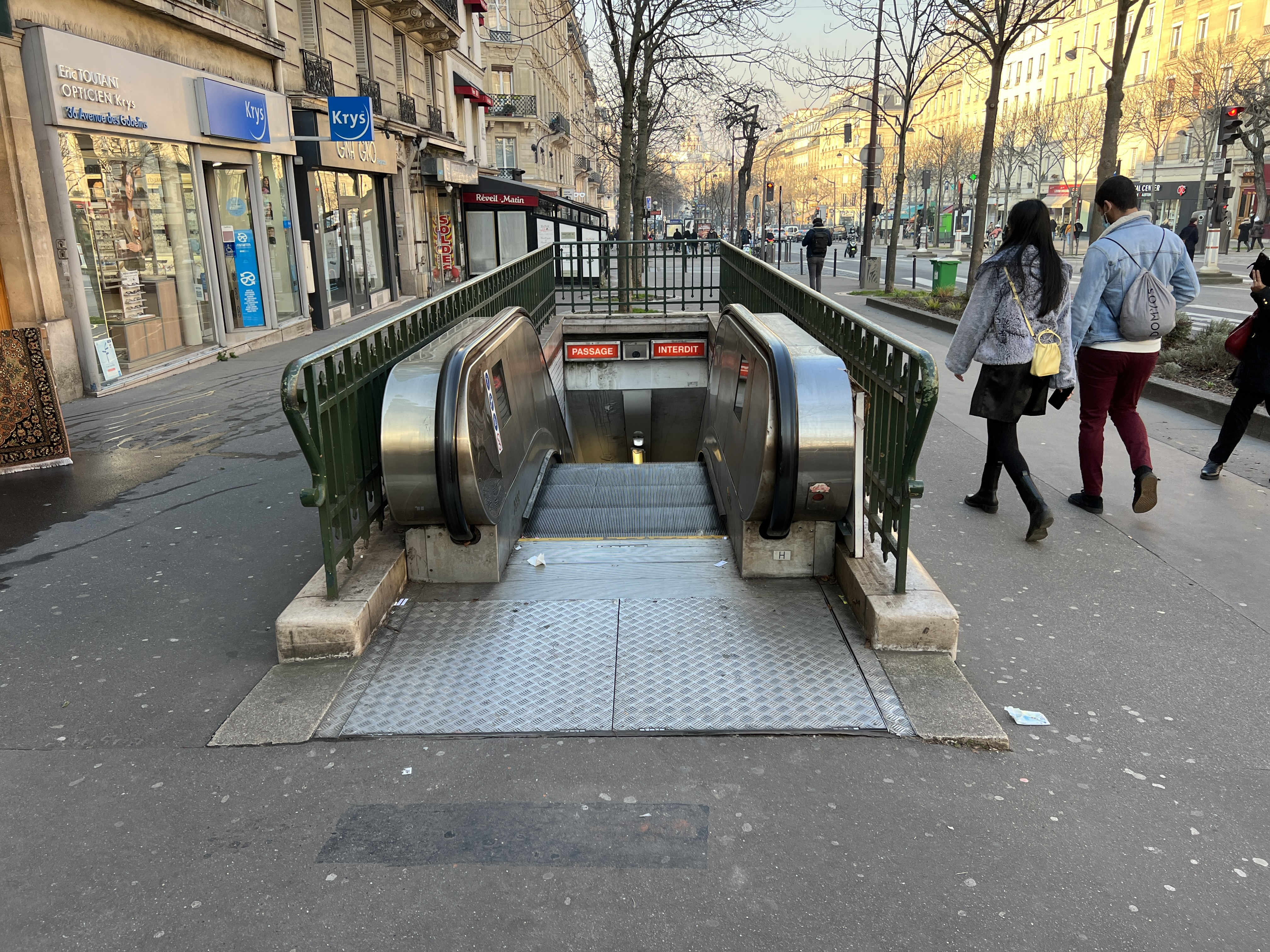